# 馬之服
馬之服（？—？），字北空，號充宇，一號文愚，直隶順德府平乡县匠籍，明朝政治人物。

## 生平
万历二十二年（1594年）甲午科順天乡试第九十七名舉人，三十二年（1604年）甲辰科进士，三十三年授西安县知县，本年调泾阳知县，三十八年補刑部浙江司主事，四十一年升员外，升郎中，养病。四十七年起山东司郎中，天启三年京察，五年補平度州知州，本年閑住。

## 家族
曾祖馬夔，知縣。祖父馬維嶽，儒官。父馬脩，恩貢生。母董氏，繼母秦氏。具慶下。弟之驊、之駕。娶李氏，繼娶潘氏、王氏、趙氏。